# Soppa

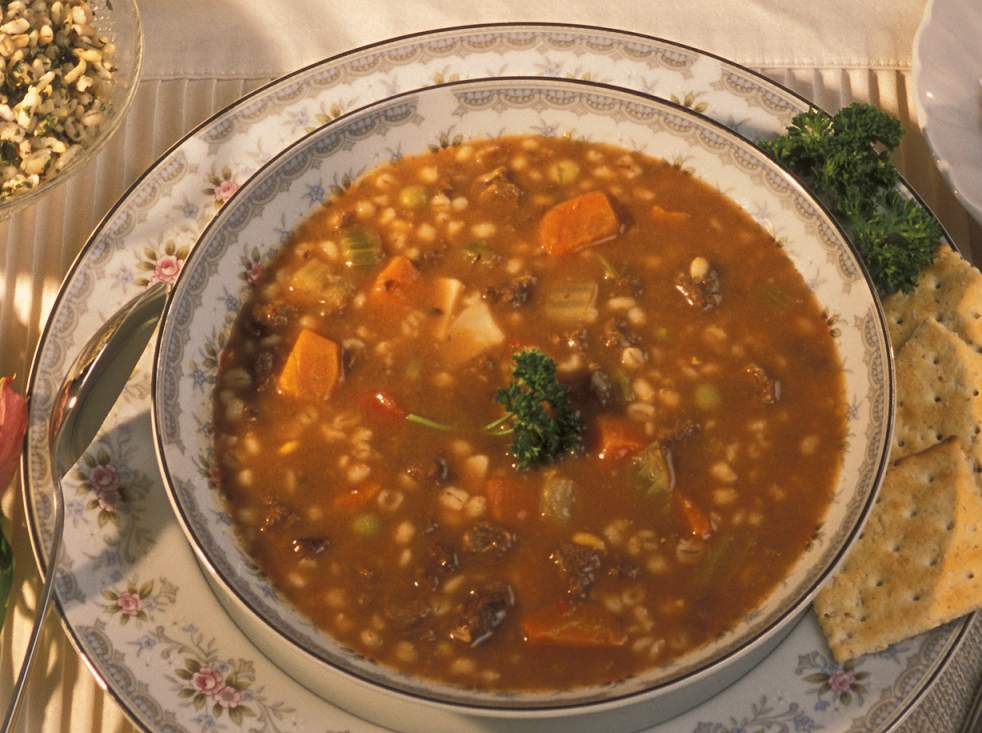
En serverad soppa.

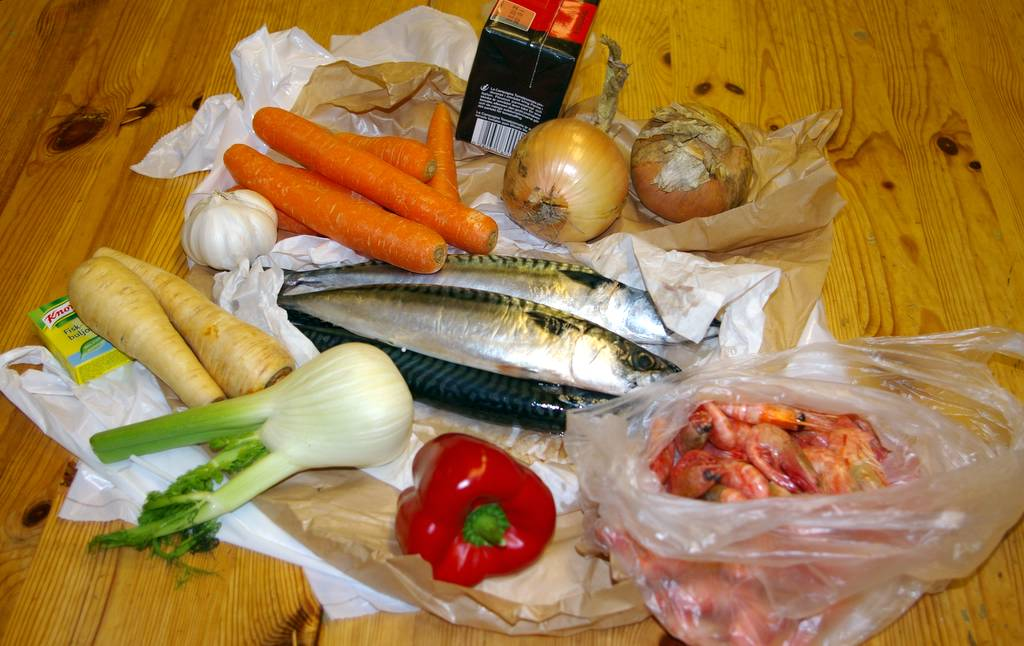
Exempel på ingredienser till fisksoppa.

Soppa är en maträtt bestående huvudsakligen av vätska. Soppor tillreds ofta genom att fisk, kött, grönsaker eller frukt kokas i vatten eller buljong och smaksätts med kryddor. Soppor kan redas med stärkelse såsom mjöl. Mjölk eller grädde är vanliga att tillsätta till ett soppkok. Soppor kan serveras både varma och kalla.
Soppor kan även innehålla bitar av i soppan kokade fasta födoämnen i varierande storlekar. Beroende på konsistens och sammansättning kan soppor förtäras som: 
- förrätt - tunna soppor, ofta tillagade på grönsaker, rotfrukt och/eller lättare köttsorter, till exempel kyckling eller fisk.
- huvudrätt - kraftiga smak- och energirika soppor vanligen kokade på fläsk & nötkött.
- dessert eller mellanmål - soppor tillagade på bär och frukt.

Supamat är ett äldre dialektalt namn för soppa som efterrätt såsom kräm eller mjölk.
Gränsen mellan soppa och å ena sidan stuvning och å andra sidan grytor är flytande. Soppor brukar dock vara tunnare än stuvningar med högre vätskeinnehåll. Stuvningar serveras dessutom ofta som tillbehör som en maträtt som är en lika viktig del av måltiden, medan soppa normalt serveras som "huvudattraktion" (om än ibland med tillbehör). Grytor har ofta lägre andel vätska och högre andel fasta ingredienser i större bitar än soppor, och är vanligare som huvudrätt serverade med tillbehör.
Skillnaden mellan soppa och sås är att soppa är avsedd att ätas som en maträtt, medan såsen används som ett tillbehör till fastare maträtter.

## Soppor i urval

### För- och huvudrättssoppor
- Bouillabaisse
- Löksoppa
- Gulaschsoppa
- Nikkaluoktasoppa
- Spenatsoppa
- Ärtsoppa

### Efterrätts- och mellanmålssoppor
- Blåbärssoppa
- Fruktsoppa
- Nyponsoppa